# Rieux (Sena Marítim)
Rieux és un municipi francès situat al departament del Sena Marítim i a la regió de Normandia. L'any 2007 tenia 618 habitants.

## Demografia

### Població
El 2007 la població de fet de Rieux era de 618 persones. Hi havia 222 famílies de les quals 36 eren unipersonals (20 homes vivint sols i 16 dones vivint soles), 79 parelles sense fills, 99 parelles amb fills i 8 famílies monoparentals amb fills.
La població ha evolucionat segons el següent gràfic:
Habitants censats

### Habitatges
El 2007 hi havia 232 habitatges, 222 eren l'habitatge principal de la família, 5 eren segones residències i 5 estaven desocupats. 231 eren cases i 1 era un apartament. Dels 222 habitatges principals, 187 estaven ocupats pels seus propietaris, 33 estaven llogats i ocupats pels llogaters i 2 estaven cedits a títol gratuït; 5 tenien dues cambres, 37 en tenien tres, 71 en tenien quatre i 109 en tenien cinc o més. 196 habitatges disposaven pel capbaix d'una plaça de pàrquing. A 88 habitatges hi havia un automòbil i a 119 n'hi havia dos o més.

### Piràmide de població
La piràmide de població per edats i sexe el 2009 era:
| Homes | Edats   | Dones |
| ----- | ------- | ----- |
| 0     | 95 o +  | 0     |
| 0     | 90 a 94 | 0     |
| 0     | 85 a 89 | 8     |
| 4     | 80 a 84 | 0     |
| 4     | 75 a 79 | 8     |
| 8     | 70 a 74 | 0     |
| 8     | 65 a 69 | 0     |
| 4     | 60 a 64 | 20    |
| 12    | 55 a 59 | 8     |
| 40    | 50 a 54 | 16    |
| 24    | 45 a 49 | 24    |
| 20    | 40 a 44 | 36    |
| 36    | 35 a 39 | 12    |
| 12    | 30 a 34 | 24    |
| 20    | 25 a 29 | 20    |
| 8     | 20 a 24 | 16    |
| 28    | 15 a 19 | 24    |
| 24    | 10 a 14 | 16    |
| 16    | 5 a 9   | 12    |
| 32    | 0 a 4   | 12    |

## Economia
El 2007 la població en edat de treballar era de 430 persones, 304 eren actives i 126 eren inactives. De les 304 persones actives 280 estaven ocupades (159 homes i 121 dones) i 24 estaven aturades (10 homes i 14 dones). De les 126 persones inactives 40 estaven jubilades, 43 estaven estudiant i 43 estaven classificades com a «altres inactius».

### Ingressos
El 2009 a Rieux hi havia 223 unitats fiscals que integraven 618 persones, la mediana anual d'ingressos fiscals per persona era de 16.643,5 €.

### Activitats econòmiques
Dels 9 establiments que hi havia el 2007, 2 eren d'empreses de fabricació d'altres productes industrials, 1 d'una empresa de construcció, 3 d'empreses de comerç i reparació d'automòbils, 1 d'una empresa d'hostatgeria i restauració i 2 d'empreses de serveis.
L'únic servei als particulars que hi havia el 2009 era una fusteria.
L'any 2000 a Rieux hi havia 4 explotacions agrícoles.

## Equipaments sanitaris i escolars
El 2009 hi havia una escola maternal integrada dins d'un grup escolar amb les comunes properes formant una escola dispersa.

## Poblacions més properes
El següent diagrama mostra les poblacions més properes.